# Иокогамский трамвай
Иокогамский трамвай — вид общественного транспорта, функционирувовавший в японском городе Иокогама с 1904 по 1973 год.

## История
Первая линия электрического трамвая Иокогамы открылась в июле 1904 года. Длина первой составляла 5,6 км, её обслуживали двенадцать трамвайных вагонов. Первоначально трамвайная система была частным предприятием, но в 1920 году она была муниципализирована. К тому времени общая протяженность сети достигла сорока километров.
В 1959 году сеть обслуживало 198 пассажирских трамваев (и десять служебных). В момент максимального развития сети в Иокогаме действовало тринадцать маршрутов трамвая. В 1960-х годах началось сокращение сети, вызванное ростом автомобильного движения. К 1969 году трамвайный парк сократился до ста тридцати вагонов. Трамвайное движение в Иокогаме было закрыто 1 апреля 1972.

## Технические особенности
Иокогамский трамвай отличался необычной шириной колеи — 1372 мм. Напряжение контактной сети составляло 600 вольт. Другой необычной особенностью был трамвайный тоннель Мугита длиной 185 метров, находившийся рядом с одноименном трамвайным депо.